# Polistes pamirensis
Polistes pamirensis är en getingart som beskrevs av G.S. Zirng. Polistes pamirensis ingår i släktet pappersgetingar, och familjen getingar. Inga underarter finns listade i Catalogue of Life.